# Strabag
Strabag, Societas Europaea je rakouská firma zaměřená na dopravní a pozemní stavitelství. Vznikla ve Spittal an der Drau a sídlí ve Vídni. Společnost je od roku 1986 kótována na Vídeňské burze. Má více než 70 000 zaměstnanců a patří mezi deset největších stavebních firem na světě. Současný generální ředitel je Stefan Kratochwill.
Hlavními předchůdci firmy byly společnost rodiny Lerchbaumerových, která vznikla roku 1835, a firma Remy&Reifenrath, založená roku 1866. Od roku 1923 působila jako Straßenbau-Actien-Gesellschaft Niederlahnstein, zkrácením výrazu vznikl roku 2000 název koncernu Strabag. Česká pobočka byla registrována v roce 1994. V roce 2005 převzala zkrachovalý podnik Walter Bau v Augsburgu. Společnost Strabag postavila Maják Alte Weser, Metro v Kodani nebo Tunel Vrmac a podílí se na budování britské železnice High Speed 2. Podniká také v obchodu s nemovitostmi a provozuje výrobce cementu Lafarge.[zdroj?]
Za druhé světové války firma využívala služeb nacistické organizace Todt, která jí dodávala nuceně nasazené dělníky. V té době profitovala na stavbě Krvavé cesty v Norsku, kde došlo k řadě válečných zločinů. V roce 2017 byl Strabag obviněn z uzavírání nelegálních kartelů. Kontroverzním spolumajitelem je ruský oligarcha Oleg Děripaska, jenž byl po vypuknutí války na Ukrajině vyloučen z rozhodování.
V letech 2018 až 2022 byl Strabag partnerem České extraligy v házené mužů.